# Lista de presidentes da República Portuguesa por idade
Este artigo apresenta a lista de presidentes da República Portuguesa por idade, sendo possível ordenar por idade ao chegar à presidência, por idade no fim da presidência, por período pós-presidência e por longevidade. Nela figuram os 19 presidentes da República, entre a tomada de posse de Manuel de Arriaga em 24 de agosto de 1911 e a atualidade, em que dois dos quais detiveram as prerrogativas de presidente da República enquanto serviram como presidentes do Ministério (José Mendes Cabeçadas e Manuel Gomes da Costa).
O presidente da República que viveu mais anos foi Bernardino Machado, com 93 anos e 32 dias, já o que viveu menos anos foi Sidónio Pais, com 46 anos e 227 dias.
O presidente mais velho vivo é António Ramalho Eanes, com 90 anos e 54 dias, já o mais novo é Marcelo Rebelo de Sousa, com 76 anos e 98 dias.
O presidente mais velho a assumir funções foi Bernardino Machado na segunda vez que assumiu a presidência, com 74 anos e 258 dias e o mais novo a assumir funções foi António Ramalho Eanes, com 41 anos e 171 dias.
A média de idades ao chegar à presidência é de 60 anos e 66 dias. Mas, se olhar o panorama por República, a Primeira República teve uma média de 62 anos e 264 dias, a Segunda República de 56 anos e 314 dias e a Terceira Republica de 59 anos e 235 dias.
O presidente mais velho a cessar funções foi Óscar Carmona, no momento da sua morte, aos 81 anos e 145 dias, já o mais novo presidente a cessar funções foi José Mendes Cabeçadas, aos 42 anos e 304 dias.
A média de idades ao fim da presidência é de 65 anos e 90 dias. Já por República, Primeira República teve uma média de 64 anos e 189 dias, a Segunda República de 66 anos e 107 dias e a Terceira Republica de 65 anos e 127 dias.
António Ramalho Eanes, é o presidente com a aposentadoria mais longa, 39 anos e 11 dias, já a aposentadoria mais curta (sem contar, os presidentes que morreram durante o mandato) foi de Manuel de Arriaga, com 1 ano e 280 dias.
- Bernardino Machado, presidente da República (1915–1917; 1925–1926), com 93 anos e 32 dias, é o chefe de Estado da República que viveu mais anos.
- Sidónio Pais, presidente da República (1917–1918), com 46 anos e 227 dias, é o chefe de Estado da República que viveu menos anos.
- António Ramalho Eanes, presidente da República (1976–1986), com 90 anos e 54 dias, é o chefe de Estado da República vivo mais velho.
- Marcelo Rebelo de Sousa, presidente da República (2016–), com 76 anos e 98 dias, é o chefe de Estado da República vivo mais novo.
- Bernardino Machado, quando ascendeu pela segunda vez à chefia do Estado (1925–1926), foi o presidente da República mais velho a assumir funções, com 74 anos e 258 dias.
- António Ramalho Eanes, presidente da República (1976–1986), foi o presidente da República mais novo a assumir a presidência, com 41 anos e 171 dias.
- Óscar Carmona, presidente da República (1926–1951), foi o mais velho a cessar funções, com 81 anos e 145 dias.
- José Mendes Cabeçadas, presidente da República (1926), foi o chefe de estado mais novo a cessar funções, com 42 anos e 304 dias.

## Lista[1][2]
A 20 de março de 2025 a lista encontra-se ordenada desta forma:
|  | OP | Presidentes              | Data de Nascimento      | Idade ao chegar à presidência            | Idade no fim da presidência              | Período pós-presidência | Data de Falecimento    | Longevidade       |
|  | -- | ------------------------ | ----------------------- | ---------------------------------------- | ---------------------------------------- | ----------------------- | ---------------------- | ----------------- |
|  | 1  | Manuel de Arriaga        | 8 de julho de 1840      | 71 anos, 47 dias 24 de agosto de 1911    | 74 anos, 325 dias 29 de maio de 1915     | 1 ano, 280 dias         | 5 de março de 1917     | 76 anos, 240 dias |
|  | 2  | Teófilo Braga            | 24 de fevereiro de 1843 | 72 anos, 94 dias 29 de maio de 1915      | 72 anos, 223 dias 5 de outubro de 1915   | 8 anos, 115 dias        | 28 de janeiro de 1924  | 80 anos, 338 dias |
|  | 3  | Bernardino Machado       | 28 de março de 1851     | 64 anos, 191 dias 5 de outubro de 1915   | 66 anos, 258 dias 11 de dezembro de 1917 | 8 anos, 0 dias          | 29 de abril de 1944    | 93 anos, 32 dias  |
|  | 4  | Sidónio Pais             | 1 de maio de 1872       | 46 anos, 8 dias 9 de maio de 1918        | 46 anos, 227 dias 14 de dezembro de 1918 | 0 dias                  | 14 de dezembro de 1918 | 46 anos, 227 dias |
|  | 5  | João do Canto e Castro   | 19 de maio de 1862      | 56 anos, 211 dias 16 de dezembro de 1918 | 57 anos, 139 dias 5 de outubro de 1919   | 14 anos, 160 dias       | 14 de março de 1934    | 71 anos, 299 dias |
|  | 6  | António José de Almeida  | 17 de julho de 1866     | 53 anos, 80 dias 5 de outubro de 1919    | 57 anos, 80 dias 5 de outubro de 1923    | 6 anos, 26 dias         | 31 de outubro de 1929  | 63 anos, 106 dias |
|  | 7  | Manuel Teixeira Gomes    | 27 de maio de 1860      | 63 anos, 131 dias 5 de outubro de 1923   | 65 anos, 198 dias 11 de dezembro de 1925 | 15 anos, 311 dias       | 18 de outubro de 1941  | 81 anos, 144 dias |
|  | 8  | Bernardino Machado       | 28 de março de 1851     | 74 anos, 258 dias 11 de dezembro de 1925 | 75 anos, 64 dias 31 de maio de 1926      | 17 anos, 334 dias       | 29 de abril de 1944    | 93 anos, 32 dias  |
|  | 9  | José Mendes Cabeçadas    | 19 de agosto de 1883    | 42 anos, 285 dias 31 de maio de 1926     | 42 anos, 304 dias 19 de junho de 1926    | 38 anos, 357 dias       | 11 de junho de 1965    | 81 anos, 296 dias |
|  | 10 | Manuel Gomes da Costa    | 14 de janeiro de 1863   | 63 anos, 166 dias 29 de junho de 1926    | 63 anos, 176 dias 9 de julho de 1926     | 3 anos, 161 dias        | 17 de dezembro de 1929 | 66 anos, 337 dias |
|  | 11 | Óscar Carmona            | 24 de novembro de 1869  | 57 anos, 5 dias 29 de novembro de 1926   | 81 anos, 145 dias 18 de abril de 1951    | 0 dias                  | 18 de abril de 1951    | 81 anos, 145 dias |
|  | 12 | Francisco Craveiro Lopes | 12 de abril de 1894     | 57 anos, 119 dias 9 de agosto de 1951    | 64 anos, 119 dias 9 de agosto de 1958    | 6 anos, 24 dias         | 2 de setembro de 1964  | 70 anos, 143 dias |
|  | 13 | Américo Thomaz           | 19 de novembro de 1894  | 63 anos, 263 dias 9 de agosto de 1958    | 79 anos, 157 dias 25 de abril de 1974    | 13 anos, 146 dias       | 18 de setembro de 1987 | 92 anos, 303 dias |
|  | 14 | António de Spínola       | 11 de abril de 1910     | 64 anos, 34 dias 15 de maio de 1974      | 64 anos, 172 dias 30 de setembro de 1974 | 21 anos, 318 dias       | 13 de agosto de 1996   | 86 anos, 124 dias |
|  | 15 | Francisco da Costa Gomes | 30 de junho de 1914     | 60 anos, 92 dias 30 de setembro de 1974  | 62 anos, 14 dias 14 de julho de 1976     | 25 anos, 17 dias        | 31 de julho de 2001    | 87 anos, 31 dias  |
|  | 16 | António Ramalho Eanes    | 25 de janeiro de 1935   | 41 anos, 171 dias 14 de julho de 1976    | 51 anos, 43 dias 9 de março de 1986      | 39 anos, 11 dias        | vivo                   | 90 anos, 54 dias  |
|  | 17 | Mário Soares             | 7 de dezembro de 1924   | 61 anos, 92 dias 9 de março de 1986      | 71 anos, 93 dias 9 de março de 1996      | 20 anos, 304 dias       | 7 de janeiro de 2017   | 92 anos, 31 dias  |
|  | 18 | Jorge Sampaio            | 18 de setembro de 1939  | 56 anos, 173 dias 9 de março de 1996     | 66 anos, 172 dias 9 de março de 2006     | 15 anos, 185 dias       | 10 de setembro de 2021 | 81 anos, 357 dias |
|  | 19 | Aníbal Cavaco Silva      | 15 de julho de 1939     | 66 anos, 237 dias 9 de março de 2006     | 76 anos, 238 dias 9 de março de 2016     | 9 anos, 11 dias         | vivo                   | 85 anos, 248 dias |
|  | 20 | Marcelo Rebelo de Sousa  | 12 de dezembro de 1948  | 67 anos, 88 dias 9 de março de 2016      | Incumbente                               | Incumbente              | vivo                   | 76 anos, 98 dias  |

## Gráfico
O gráfico a seguir mostra os Presidentes da República por idade (Presidentes da República vivos a verde), com os anos de seu mandato em azul. A linha azul marcar a idade minima para ocupar a presidência (35 anos).